# Râul Valea Cetății, Avrig
Râul Valea Cetății este un curs de apă, afluent al râului Avrig. 